# Alia Issa
Pour les articles homonymes, voir Issa (homonymie).
Alia Issa (en arabe : علياء عيسى) est une para-athlète syrienne née le 4 janvier 2001. Elle est l'une des six réfugiés de l'équipe paralympique des réfugiés aux Jeux paralympiques d'été de 2020 sélectionnés pour participer aux Jeux paralympiques de Tokyo retardés. Alia Issa est basée à Athènes. Elle est la première femme para-athlète à représenter les réfugiés lorsqu'elle participe au lancer de massue. La veille de la cérémonie d'ouverture, il a été décidé qu'il y aurait deux porte-drapeaux : Ali Issa et le nageur afghan Abbas Karimi. 

## Biographie

L'équipe paralympique est la première à participer à la cérémonie d'ouverture le 24 août 2021

Alia Issa est née en Grèce en 2001. Son père, Mohament Issa, et sa mère, Fatima Najjar, étaient des réfugiés de Syrie. Son père était arrivé le premier en Grèce. Après quatre ans de travail comme tailleur, il a eu suffisamment d'argent pour permettre à sa femme et à leurs enfants de le rejoindre en 2000. 
L'année suivante, Alia Issa est née. À l'âge de quatre ans, elle contracte une affection qui lui cause des lésions cérébrales entraînant des déficiences physiques et des difficultés d'élocution,,.
Issa a été victime de discrimination à l'école primaire, mais elle savait que son père avait des ambitions pour elle et souhaitait qu'elle devienne médecin. L'école secondaire étant réservée aux personnes handicapées, les brimades et moqueries ont donc cessé. C'est dans cette école qu'elle découvre l'éducation physique. L'un des premiers sports qu'elle a essayés était la boccia, mais l'entraîneur a remarqué sa force et lui a fait essayer de lancer des objets. Issa est devenu une habitué du Club de handisport de Tyrtée. Elle est unique dans son statut d'athlète féminine ; un programme en Grèce pour encourager les athlètes en situation de handicap a attiré une cinquantaine d'hommes mais seulement quelques femmes dont Issa. 
Quand Issa avait seize ans, son père est décédé en Norvège, où il était allé tenter de se soigner d'un cancer. La sœur aînée d'Issa était mariée et vivait en Norvège. Plus tard, toute la famille est retournée en Grèce car elle ne pouvait pas rester en Norvège. En Grèce, la famille est officiellement devenue réfugiée. 

## Sport
Alia Issa pratique le lancer de massue, une épreuve pour les athlètes qui ne peuvent pas participer aux lancers du disque ou du javelot. Issa s'est classée quatrième au lancer de massue féminin aux Championnats d'Europe du monde de para-athlétisme 2021 à Bydgoszcz, en Pologne. Elle a déclaré que faire du sport la rendait plus forte et avait augmenté son estime de soi : « J'aimerais dire aux gens qui ont un enfant handicapé comme moi : ne le cachez pas à la maison. Encouragez-le à faire du sport." 
En juin 2021, Issa est choisie avec cinq hommes pour former l'équipe paralympique des réfugiés afin de représenter les réfugiés aux Jeux paralympiques d'été de 2020 à Tokyo. Sa candidature a été annoncée par l'actrice britannique et ambassadrice de bonne volonté du Haut Commissariat pour les Réfugiés , Gugu Mbatha-Raw, qui a déclaré : « Vous représenterez les femmes réfugiées du monde entier. L'équipe sera dirigée par la chef de mission Ileana Rodriguez, qui était auparavant nageuse para-athlète pour les États-Unis en 2012.  Les cinq autres incluent Ibrahim al Hussein, qui est également originaire de Syrie et vit à Athènes. Alia Issa deviendra la première femme à concourir en tant que membre de l'équipe paralympique des réfugiés. Elle sera également la première femme athlète à participer à la cérémonie d'ouverture des Jeux paralympiques, car l'équipe de réfugiés sera la première du cortège. La veille de la cérémonie d'ouverture de Tokyo, il a été décidé qu'il y aurait deux porte-drapeaux, Alia Issa et le nageur afghan Abbas Karimi. 